# Ella Clark
Ella Louise Clark (Londra, 8 febbraio 1992) è un'ex cestista britannica.

## Carriera
Con la Gran Bretagna ha disputato due edizioni dei Campionati europei (2013, 2015).